# Company of Heroes (loạt trò chơi)
Company of Heroes (tạm dịch: biệt đội anh hùng) là sê-ri trò chơi điện tử, chiến thuật thời gian thực được phát triển bởi Relic Entertaiment, lấy bối cảnh chiến tranh thế giới lần thứ hai.

## Các phiên bản của sê-ri

### Company of Heroes
Trò chơi đầu tiên được phát hành vào ngày 12 tháng 9 năm 2006, và phát hành 2 phiên bản trên IOS và Android lần lượt vào ngày 13 tháng 2 năm 2020 và 9 tháng 9 năm 2020.

### Company of Heroes: Opposing Fronts
Là phiên bản mở rộng độc lập đầu tiên của Company of Heroes, được phát hành vào ngày 25 tháng 9 năm 2007.

### Company of Heroes: Tales of Valor
Là phiên bản mở rộng độc lập thứ hai của Company of Heroes, được phát hành vào ngày 9 tháng 4 năm 2009.

### Company of Heroes Online
Company of Heroes Online là một tựa game Trò chơi trực tuyến nhiều người chơi chiến lược thời gian thực được phát triển bởi Relic Enteraiment và phát hành bởi THQ. Nhưng đã bị hủy bỏ vào ngày 31 tháng 3 năm 2011. Trò chơi hoàn toàn không liên quan gì đến phần trước và là một phiên bản hoàn toàn độc lập.

### Company of Heroes 2
Phiên bản kế tiếp của trò chơi trong sê-ri được phát hành vào ngày 25 tháng 6 năm 2013. Trong phần này trò chơi tập trung hơn vào cuộc chiến chống phát xít Đức của Liên Xô thông qua nhiều giai đoạn của chiến dịch từ Chiến dịch Barbarossa và kết thúc ở Chiến dịch Berlin (1945).

### Company of Heroes 2 - Ardennes Assault
Là phiên bản mở rộng độc lập Company of Heroes 2. Được phát hành vào ngày 18 tháng 11 năm 2014. Bản mở rộng này cung cấp một chiến dịch ở phe đồng minh có thể chơi được và nhiều đơn vị mới của cả 2 phe Đồng Minh và Phát xít Đức.

### Company of Heroes 3
Trò chơi thuộc sê-ri mới nhất được công bố vào 13 tháng 7 năm 2021 bởi Relic Entertaiment và SEGA. Bối cảnh được lấy ở Chiến dịch Ý (Thế chiến thứ hai) và Mặt trận Bắc Phi. Và được dự đoán phát hành vào năm 2022.